# Xanthoom
Een xanthoom is een plaatselijke, cholesterolrijke huidafwijking die overal op het menselijk lichaam kan ontstaan als gevolg van verschillende ziektebeelden. Xanthomen zijn gele, geelbruine of oranje afzettingen van lipoproteïnen. Ze zien eruit als bulten, bultjes of uitgestrekte, aaneengesloten groepen. De vaakst voorkomende klinische variant van xanthomen zijn de xanthelasmata. Dit zijn kleine, gelige vetbultjes in de binnenste ooghoeken op de oogleden. De overige klinische varianten van deze aandoening kunnen voorkomen op het gehele lichaam.

## Types
De klinische varianten van xanthomen zijn:
- Xanthelasma palpebrarum (xanthelasmata)
- Xanthoma tuberosum (tubereuze xanthomen)
- Xanthoma tendineum (xanthomen van de peesschede)
- Xanthoma planum
- Xanthoma striata
- Xanthoma eruptiva (eruptieve xanthomen)
- Xanthoma disseminatum